# Walperswil
Walperswil es una comuna suiza del cantón de Berna, situada en el distrito administrativo del Seeland. Limita al norte con las comunas de Epsach y Bühl bei Aarberg, al este con Kappelen, al sur con Bargen y Siselen, y al oeste con Hagneck y Täuffelen.
Hasta el 31 de diciembre de 2009 situada en el distrito de Nidau.

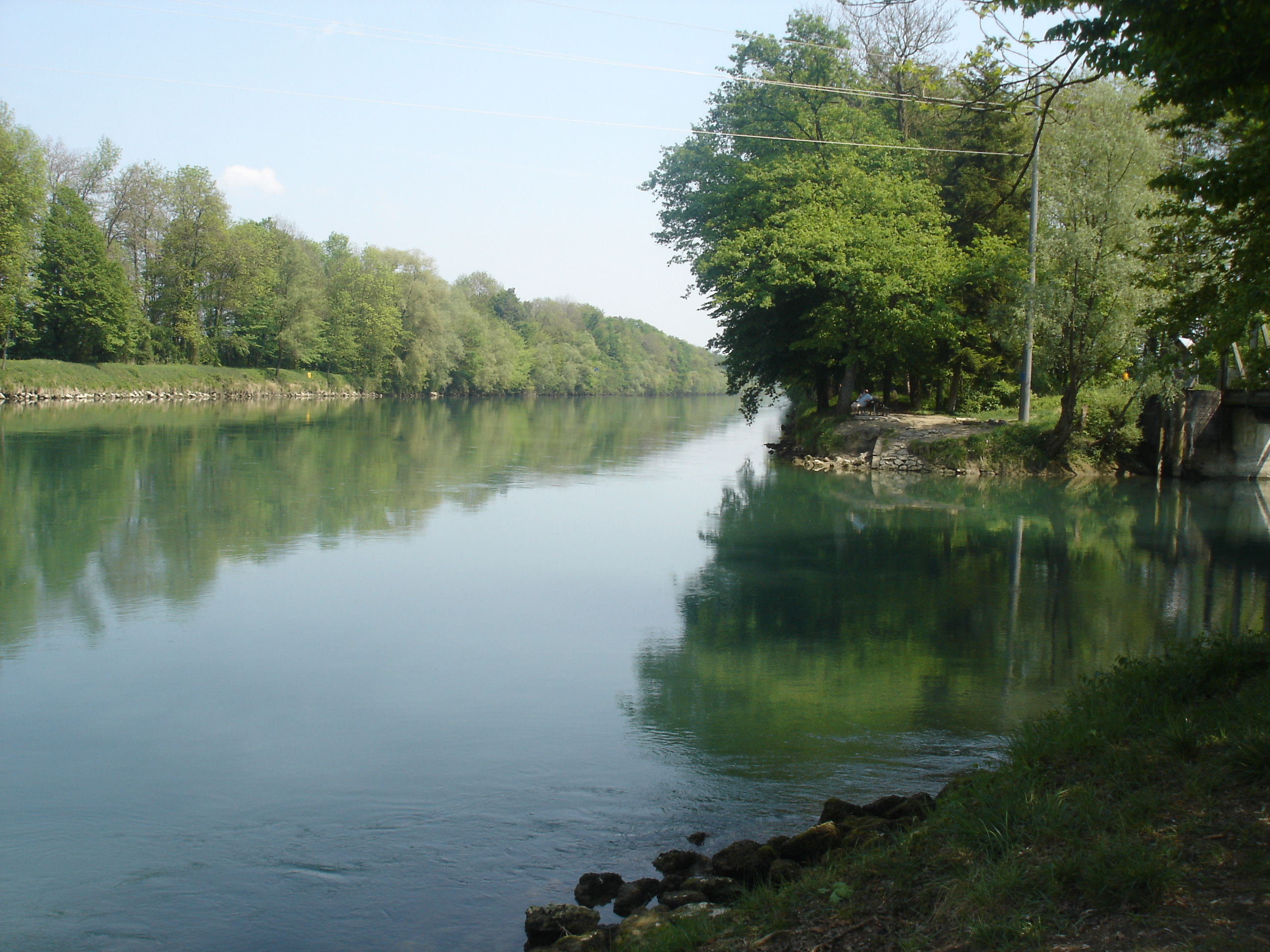
Canal de Hagneck con vista a Walperswil.